# Obrium multifarium
Obrium multifarium là một loài bọ cánh cứng trong họ Cerambycidae.